# داس‌آباد
داس‌آباد روستایی در دهستان سیه بنوئیه بخش مرکزی شهرستان رابر استان کرمان ایران است.

## جمعیت
بر پایه سرشماری عمومی نفوس و مسکن در سال ۱۳۹۵ جمعیت این مکان ۴۶ نفر (۱۹خانوار) بوده‌است.